# 42 d'Aquari
42 d'Aquari (42 Aquarii) és una estrella de la Constel·lació d'Aquari. La seva magnitud aparent és 5,34.